# Josef Eichhorn
Josef Eichhorn (20. srpna 1871 Ervěnice – 3. července 1938 Ervěnice) byl československý politik německé národnosti a meziválečný senátor Národního shromáždění ČSR za Německou živnostenskou stranu.

## Biografie
Profesí byl hostinským a majitelem domu v Ervěnicích.
Po parlamentních volbách v roce 1929 získal senátorské křeslo v Národním shromáždění. Německou živnostenskou stranu na svou kandidátní listinu tehdy přibrala Německá křesťansko sociální strana lidová. Mandát ale nabyl až dodatečně roku 1931 jako náhradník poté, co zemřel senátor Johann Tschapek. V horní komoře setrval do roku 1935.